# Vinh
Vinh er en by i det nordlige Vietnam med et indbyggertal (pr. 2002) på cirka 226.000. Byen ligger på kysten ud til Tonkin-bugten og er hovedstad i provinsen Nghệ An. 